# 安德里斯·贝尔津什 (拉托维亚总理)
安德里斯·贝尔津什（1951年8月4日—），出生于里加，拉脱维亚政治家，拉脱维亚道路党成员。2000年—2002年担任拉脱维亚总理。他与拉脱维亚总统安德里斯·贝尔津什同名同姓。

## 生平
贝尔津什1993年至1994年任拉脱维亚劳工部长，1994年至1995年任副总理兼福利部长。1997年至2000年任首都里加市市长，2000年5月至2002年11月任拉脱维亚总理。
贝尔津什是国际拉乌尔·瓦伦贝里基金会(International Raoul Wallenberg Foundation)荣誉会员。